# 意識障害
意識障害（いしきしょうがい、disturbance of consciousness）とは、物事を正しく理解することや、周囲の刺激に対する適切な反応が損なわれている状態である。意識の狭窄は催眠、昏睡、半昏睡、昏迷、失神であり、意識変容はせん妄やもうろう等を指す。
意識障害は、意識混濁と意識変容に分けられ、前者は重さの順に、昏睡・嗜眠・傾眠・昏蒙・明識困難状態の事である。この症状の判断を救急診療の場では3-3-9度方式(またはJapan Coma Scale、略称：JCS)にて行う。後者は、興奮、徘徊、異常な言動が病的に表れた状態（せん妄状態）の事である。

## 意識障害のメカニズム
現在、意識とは何かという問いかけに対して明確な解答は得られていない。古くから哲学の分野で様々な研究がなされているが大きな謎のままである。いわゆる精神病といわれる分野を除き、意識障害を起こすメカニズムとしては意識の構成のうち覚醒（清明度）と認知（質的、内容）の障害の2種類に関してはよく研究されている。
覚醒の主座は脳幹網様体調節系にあるとされている。これは脳幹にある上行性網様体賦活系と視床下部調節系からなると考えられている。上行性網様体賦活系にはあらゆる感覚刺激に対しての入力が存在する。即ち、痛み刺激や呼びかけ刺激は上行性網様体賦活系を介して、覚醒度をあげると考えられている。もうひとつ認知に関しては大脳皮質全体に存在すると言われている。基本的に意識障害がある場合はこのどちらか、あるいは両方が障害されていると考えられる。ただし、脳自体に器質性の疾患がなくとも全身性疾患ならば両方を障害することは可能である。即ち、基本的に意識障害の人間を見た場合は脳幹、大脳皮質、全身性疾患の3つを考えればよい。

## 意識障害のマネジメント
意識障害の患者をみたとき、最も重要なのは診断をすることではなく、救命することである。これはBLSやACLSを参照すればよい。
気をつけるべきことは低血糖の否定を必ず行うことである。低血糖の検査は瞬時に実施でき、治療（意識障害下ではブドウ糖液の経静脈投与）によりすばやい回復が期待でき、また適切に治療しなければ死に至る危険性があるからである。低血糖発作でも眼球偏位や片麻痺を起こすことはあり、誤った治療を行う恐れがある。
またヒステリーによるものも否定した方が良い。ヒステリーによるものは患者の様子から診断するべきだが、迷った時はarm drop testを行う。手を落とすと顔にぶつかるような位置でこのテストを行うとヒステリーの患者は無意識に顔を避けるように落下させることが多い。
また病歴も診断の助けとなる。薬瓶が手元に落ちていたら過量服薬を疑う。
これら基本的な情報収集とBLSといった救命措置ができたのなら、次に考えるのは脳幹障害があるかである。これは脳幹には呼吸中枢があるため、脳幹障害があると呼吸できない即ち、気管挿管の必要があるからである。脳幹障害を判断するには眼球頭反射などを用いるとよい。これは人形の目徴候ともいわれるものである。首を横に振っても眼球が一点を注視せず頭部が振り向いた方向を注視する場合（眼球頭反射陰性）は、脳幹障害と考える、これは脳死の判定基準にも含まれている。注意するべきことは脳幹障害は身体診察で判定するべきであり、CT、MRIといった画像診断で判定してはいけない。CTで脳幹部の圧迫や出血がみられていても、眼球頭反射などがみられ脳幹機能が保たれていれば、その時点では脳幹障害は存在しない。
気管挿管の必要性を判断したら、テント上病変（認知障害）かテント下病変（覚醒障害）か、あるいは全身性病変かの診断となる。外傷の検査も同様に行うことも重要である。バイタルサインでクッシング徴候（高血圧で徐脈）が見られれば、脳圧亢進を疑えるし（逆に低血圧では全身性病変の方が疑わしい）、外傷があり低血圧ならば、神経原性ショックのほかに骨盤骨折による出血や胸腔内、腹腔内出血なども検索する。また薬物による場合も多く、ベンゾジアゼピン、有機リンの中毒は必ず念頭におかなければならない。小児、高齢者は誤薬や過量服薬をしやすいし、麻薬、犯罪目的の薬物投与も少数ながらみられる。血中の薬物濃度や尿中トライエージも必要ならば行うべきである。
日本においては薬物中毒による意識障害はそこまで多くないが、アメリカなどでは非常に多いため昏睡カクテルというものを用いる場合がある。昏睡カクテルとは塩酸チアミン（ビタミンB1、商品名メタボリンなど、50mg/1ml/A）を2A、即ち100mgと50％ブドウ糖液20mlを2A（40ml）と塩酸ナロキソン（0.2mg/1ml/A）を2A（0.4mg）静注することである。チアミンはウェルニッケ脳症を予防するために投与する。はじめにブドウ糖を投与するとウェルニッケ脳症がある場合には増悪するので注意が必要である。麻薬中毒は縮瞳や注射跡があるときに積極的に疑う。ベンゾジアゼピン系の拮抗薬フルマゼニル（商品名アネキセートなど）は必ずしも投与しない。これはてんかん歴のある患者や、複数の睡眠薬を服薬している患者が痙攣を起こすリスクがあるからである。
グラスゴー・コーマ・スケール（GCS）が8点以下の場合は原則として気管挿管、あるいは気道確保の適応がある。ただし、急性アルコール中毒のように速やかに意識の回復が見込める場合はこの限りではない。挿管困難例では下顎挙上やマスク換気を行う。意識障害と嘔吐がみられる場合は制吐剤を投与するが、改善が見られなければ気管挿管の適応となる。

## カーペンターの分類
救急医学において意識障害の鑑別疾患としてaeioutipsという覚え方が有名である。これはどちらかというと原因不明の意識障害で診断がつかなかったときにしらみつぶしとして一つずつ精査していくためのものである。日本ではアイウエオチップスと覚えている人もいる。
A: alcoholism:急性アルコール中毒
E: endocrine:内分泌
I: insulin:インスリン
O: oxygen, opiate:低酸素血症、麻薬
U: uremia:尿毒症
T: trauma, temperature:外傷、体温異常
I: infection:感染症
P: psychiatric, porphyria:精神疾患、ポルフィリア
S: syncope, stroke, SAH:失神、脳卒中、くも膜下出血

## 評価基準

### 定性的な尺度
メイヨークリニックの分類や昏睡、昏迷、傾眠という尺度がある。

### 定量的な尺度
外傷など意図されない意識障害の尺度としてはJCSやGCSがある。麻酔、人工呼吸器使用中など意図的に意識障害を作り出した場合はRamsay scaleやSASといった尺度がある。
Japan Coma Scale (JCS)
主に日本で用いられる評価基準。3-3-9度方式とも呼ばれる。簡便であるが、中毒患者や精神疾患など意識の内容の変化や意識変容に対して正確な評価ができないという弱点がある。
| Ⅰ（刺激しないでも覚醒している状態） | Ⅱ（刺激すると覚醒している状態）                              | Ⅲ（刺激をしても覚醒しない状態）                   |
| ----------------------------------- | ------------------------------------------------------------ | ------------------------------------------------- |
| 0、清明                             |                                                              |                                                   |
| 1、意識清明とはいえない             | 10、普通の呼びかけで容易に開眼する                           | 100、痛み刺激に対し、払いのけるような動作をする   |
| 2、見当識障害がある                 | 20、大きな声またはからだを揺さぶることで開眼する             | 200、痛み刺激で少し手足を動かしたり、顔をしかめる |
| 3、自分の名前、生年月日が言えない   | 30、痛み刺激を加えつつ呼びかけを繰り返すとかろうじて開眼する | 300、痛み刺激に全く反応しない                     |
- 「Japan Coma Scale」参照

Glasgow Coma Scale (GCS)
世界で広く一般的に用いられている評価基準。
「開眼機能E（eye opening）」「言語機能V(verbal response)」「運動機能M(motor response)」のそれぞれの点数の合計によって表示する。
| 開眼機能E         | 言語機能V                 | 運動機能M                 |
| ----------------- | ------------------------- | ------------------------- |
| 4、自然に開眼     | 5、見当識がある           | 6、命令通りにできる       |
| 3、命令すると開眼 | 4、意味のない会話をする   | 5、痛み刺激の部位がわかる |
| 2、痛みに対し開眼 | 3、意味のない単語を発する | 4、手足を引っ込める       |
| 1、開眼しない     | 2、意味のならない発声のみ | 3、病的屈曲               |
|                   | 1、反応なし               | 2、伸展反応               |
|                   |                           | 1、反応なし               |
- 「Glasgow Coma Scale」参照

Emergency Coma Scale (ECS)
主にJCSを原型としGCSの要素を導入して日本で開発された評価基準。
- 「Emergency Coma Scale」参照

## 特殊な意識障害
除脳硬直と除皮質硬直
意識障害では必ず行う、疼痛刺激を与えての意識レベルの判定をする際、特有の姿勢反射が誘発されることがある。間脳レベルで障害をうけると上肢が屈曲し、下肢が伸展する。これを除皮質硬直という。中脳赤核 - 橋に病変が及ぶと疼痛刺激に対して四肢が伸展する姿勢反射が誘発されるこれを除脳硬直という。繰り返し意識レベルを判定していると除皮質硬直だった姿勢反射が除脳硬直となることがある。これは病変が間脳から上位脳幹まで及んだ、即ち病変が進行したという意味となる。さらに進行し延髄にまで病変が及ぶと四肢の筋緊張は完全に弛緩性となり、なんら姿勢反射が誘発されなくなる。
失外套症候群
大脳皮質または白質の広範な障害で無動性無言の状態となり、注視・追視をせず、筋トーヌスの亢進が見られ、除皮質姿勢をとる。
無動性無言症
世間でいう植物状態である。両側大脳の広範な意識障害で高度の認知障害に陥った状態である。通常の意識障害とは睡眠覚醒パターンがある、開眼して注視する、嚥下があるという点で鑑別できる。頭部外傷で一年間、無酸素脳状態で3か月間この状態が持続すれば不可逆と判定して良いといわれている。脳死との違いを説明するときによく登場する言葉である。
閉じ込め症候群
意識は清明であるが、橋底部の両側障害で四肢麻痺、仮性球麻痺、両側顔面神経麻痺、外転神経麻痺がおきて意志の伝達が不可能となった状態である。動眼神経は正常なので眼球の上下運動と眼瞼挙上でコミュニケーションが可能である。脳底動脈血栓症で多い。
一過性健忘症
健康だった人が、突然前向性健忘をおこし、新しいことをまったく覚えられなくなるもの。自分の周囲の状況を把握できなくなるため本人は混乱し、同じ質問を繰り返す。
通常24時間以内に回復し、積極的な治療は不要なことが多い。ストレスの多い人に起こりやすく、側頭葉の血流低下が関与しているとみられている。
ヒステリー発作
無意識な情緒葛藤が通常ならば随意神経系によって調節されている身体機能の変化または喪失として表現される精神障害である。器質疾患の除外とhand drop testによってある程度、可能性を考えることができる。通常は自然に回復するので、後日精神科受診を考える。
失神
意識障害と異なり、すぐに意識が回復する。殆どが循環器障害や自律神経反射によるものである。脳底動脈支配領域の神経症候が主症候となる。脳の上位部から虚血が起こるので後頭葉障害で眼前暗黒感、上位脳幹網様体障害で意識障害、延髄の前庭脊髄路障害で失立となる。反射性に交感神経が刺激され冷感を同時に感じることが多い。

## 注意すべき意識障害
全身疾患に伴う意識障害
敗血症、レジオネラ肺炎、脂肪塞栓症があげられる。特にレジオネラ肺炎は髄膜炎と間違いやすい。胸部X線写真にて確認をするのが大切である。
肝硬変
肝性脳症の疑いがある。浅い意識障害時に上肢を伸展させると律動的な不随意運動がおこる。羽ばたき振戦なども含まれるが、本態はミオクローヌスであり、アリテリキシスともいう。
不穏
低血糖や脳血流不全が考えられる。
変動する意識障害
椎骨脳底動脈不全などが考えられる。
意識障害にショックが合併する時
急性大動脈解離が考えられる。特に内頚動脈の解離が、脳梗塞と間違えやすい。左右の腕の血圧や縦隔拡大、心エコーで心タンポナーデの確認などをする。脳梗塞と誤診し血栓溶解療法を行うと悲惨なこととなる。低血糖で脳梗塞様の症状をきたすこともある。